# ポーツマス (ロードアイランド州)
ポーツマス（英: Portsmouth）は、アメリカ合衆国ロードアイランド州のニューポート郡にある町。人口は1万7871人（2020年）。

## 歴史

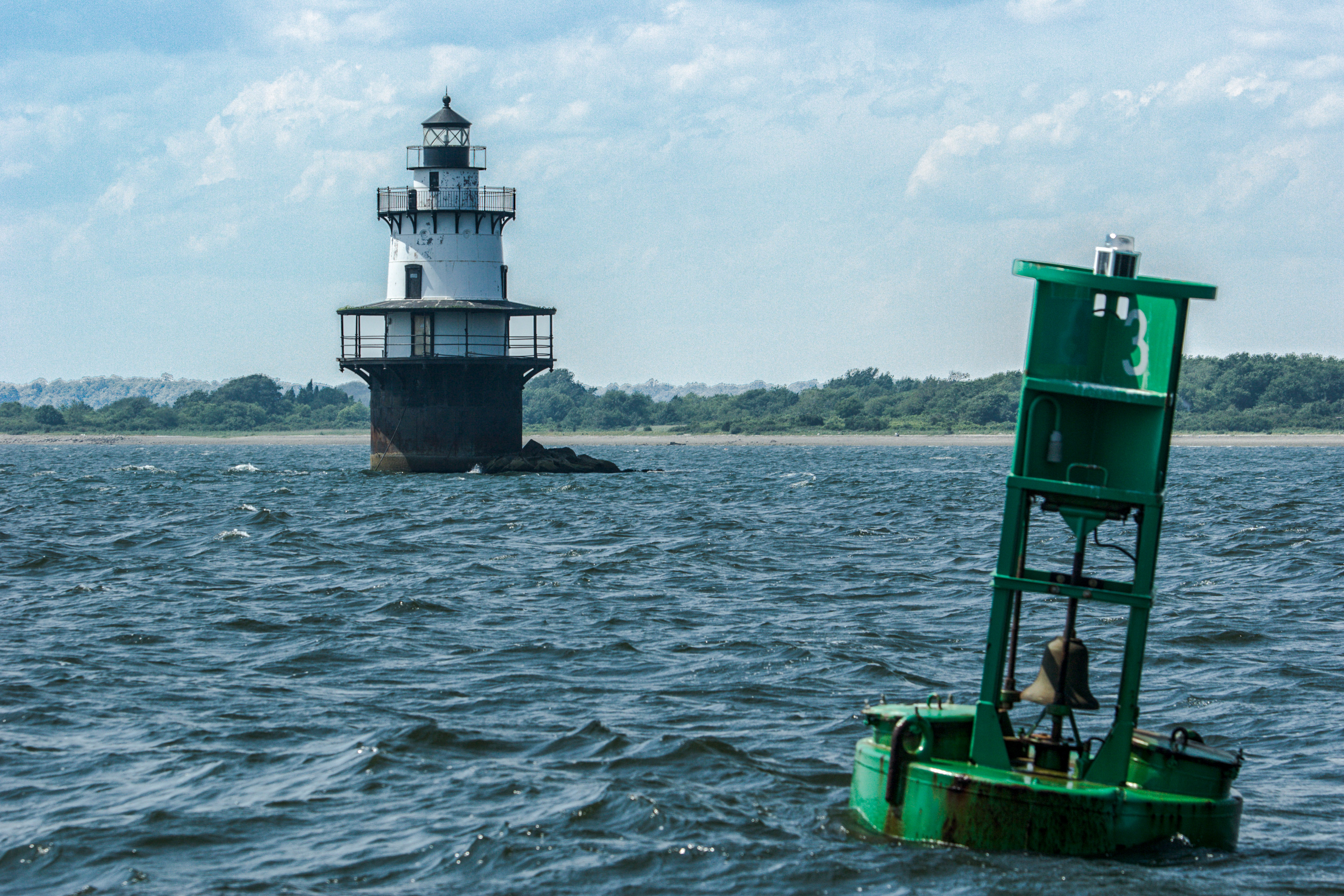
ホグ島砂州灯台、1901年建設

ポーツマスには1638年、ジョン・クラーク博士、ウィリアム・コディントン、アン・ハッチンソンなどボストン植民地で宗教的に相容れなかった人々の集団が入植した。町名はイングランドのハンプシャーにあるポーツマスから採られた。その開拓者達は当初ニュージャージー植民地に行こうとしていたが、ロジャー・ウィリアムズがこの地に行くべきと説得した。ポーツマス盟約に署名した者達が町を設立することになった。インディアンはここをポカセットと名付けていた。公式にポーツマスとされたのは1639年5月12日のことだった。
ポーツマスはロードアイランド植民地に属すこととなり、そこは最終的にロードアイランド植民地およびプロビデンス・プランテーションと呼ばれることになった。それが現在のロードアイランド州の正式名称となっている。
ポーツマスは最初期の最も奇抜な殺人事件裁判が行われた場所である。1673年、トマス・コーネルの未亡人レベッカが家の火事で死んだ。その息子トマス・ジュニアが告発され、裁判に掛けられて有罪となり、その「犯罪」で絞首刑になった。このトマスに対して状況証拠しか提出されなかったことに加え、他にも多くの容疑者（トマスの妻や地元のインディアンなど）が居たこと、またレベッカが暖炉の近くで単純に暖を採ろうとしていたときに火事になった可能性もあり、レベッカの亡霊が証言を行った親戚を訪ねてきたとされることはこの事件で確かな証拠と認められた（幽霊証言と呼ばれ、セイラム魔女裁判では証拠として採用された）。夢や幽霊を証拠として使う習慣はその後廃止された。この事件とその歴史はエレーヌ・フォアマン・クレーンの著した『奇妙に殺され: レベッカ・コーネルの死』に綴られた。
ポーツマスではアメリカ独立戦争の間に重要な捕捉劇があった。ロードアイランドのウィリアム・バートン中佐がロードアイランド駐屯のイギリス軍指揮官リチャード・プレスコット将軍を捕まえた。この戦争ではロードアイランドで唯一大きな戦闘であるバッツヒルでの戦いが起きた場所でもある。近くにあるファウンダーズ・ブルックは1778年8月29日に戦死したイギリス兵の血が流れたと言われている。ロードアイランドの戦いのときに、ほとんどがアフリカ系アメリカ人で構成されていたロードアイランド第1連隊が、ジョン・サリバン将軍の軍隊で参戦した。

## 地理
アメリカ合衆国国勢調査局に拠れば、市域全面積は59.3平方マイル (154 km2)であり、このうち陸地23.2平方マイル (60 km2)、水域は36.1平方マイル (93 km2)で水域率は60.86%である。陸地の大半はアクィドネック島の中にあり、この島はミドルタウン町やニューポート市と分け合っている。さらにポーツマスはプルデンス島、ペイシャンス島、ホープ島、ホグ島にも跨っている。

## 教育

### 公立学校
- ポーツマス高校
- ポーツマス中学校
- ハワード・W・ハザウェイ小学校
- メルビル小学校
- プルデンス島学校（2009年9月時点でチャーター/共同「ホームスクール」）

### 私立学校
- ポーツマス・アビー学校（9年生から12年生）
- セントフィロメナ学校（幼稚園入園前の幼児から8年生）

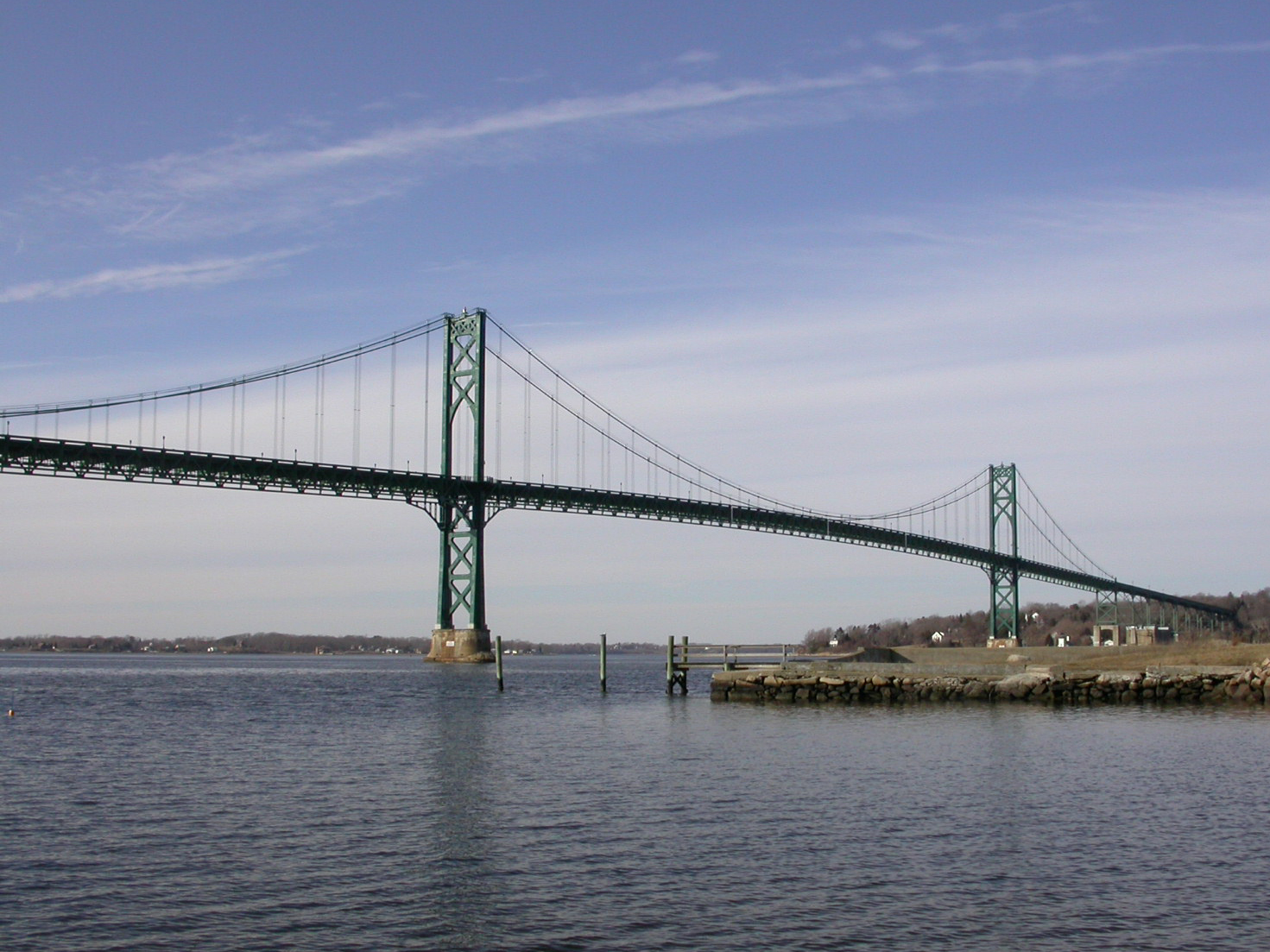
マウントホープ橋、ポーツマスとブリストルを繋いでいる

- ペンフィールド学校（保育園児から8年生）

## 経済
1919年、ホール家がクエーカーヒル・ガレージ、現在のアクィドネック建設会社を始め、町では最古の家族経営会社となっている。掘削、解体、現場工事を得意にしている。1980年からポーツマスには大型スーパーマーケットのクレメンツ・マーケットがある。さらにポーツマス企業団地や、様々な企業の入る小さな団地が幾つかある。レイセオンの支社とその統合防衛システム事業部も町内にある。

## スポーツ
ポーツマスはアメリカ合衆国におけるセイリングの全国統合団体であるUSセイリングの本部がある。また、グレンファームではニューポート国際ポロシリーズが開催されている。町のサッカーチームはポーツマス・パイレーツである。ポーツマス高校はフットボールとサッカーで優秀な成績を残してきた。どちらも州内で常にトップ5に入っている。

## 人口動態

### 1990年国勢調査
1990年時点で町内人口は16,857人だった。

### 2000年国勢調査
以下は2000年の国勢調査による人口統計データである。
| 基礎データ - 人口: 17,149 人（10年間成長率: 1.7%） - 世帯数: 6,758 世帯 - 家族数: 4,865 家族 - 人口密度: 285.3人/km2（739.0 人/mi2） - 住居数: 7,386 軒 - 住居密度: 122.9軒/km2（318.3 軒/mi2） 人種別人口構成 - 白人: 95.82% - アフリカン・アメリカン: 1.17% - ネイティブ・アメリカン: 0.19% - アジア人: 1.36% - 太平洋諸島系: 0.03% - その他の人種: 0.37% - 混血: 1.05% - ヒスパニック・ラテン系: 1.45% | 年齢別人口構成 - 18歳未満: 25.2% - 18-24歳: 5.0% - 25-44歳: 29.5% - 45-64歳: 26.9% - 65歳以上: 13.5% - 年齢の中央値: 40歳 - 性比（女性100人あたり男性の人口） - 総人口: 96.5 - 18歳以上: 92.6 世帯と家族（対世帯数） - 18歳未満の子供がいる: 33.4% - 結婚・同居している夫婦: 61.1% - 未婚・離婚・死別女性が世帯主: 8.0% - 非家族世帯: 28.0% - 単身世帯: 23.3% - 65歳以上の老人1人暮らし: 10.0% - 平均構成人数 - 世帯: 2.53人 - 家族: 3.00人 | 収入と家計 - 収入の中央値 - 世帯: 58,835米ドル - 家族: 68,577米ドル - 性別 - 男性: 46,297米ドル - 女性: 31,745米ドル - 人口1人あたり収入: 28,161米ドル - 貧困線以下 - 対人口: 3.4% - 対家族数: 2.0% - 18歳未満: 2.8% - 65歳以上: 6.4% |

### 2010年国勢調査
| 基礎データ - 人口: 17,349 人（10年間成長率: 1.15%） 人種別人口構成 - 白人: 94.57% - アフリカン・アメリカン: 1.35% - ネイティブ・アメリカン: 0.21% - アジア人: 1.58% - 太平洋諸島系: 0.04% - その他の人種: 0.40% - 混血: 1.86% | 年齢別人口構成 - 18歳未満: 22.98% - 65歳以上: 16.47% - 性比（女性100人あたり男性の人口） - 総人口: 96.0 |

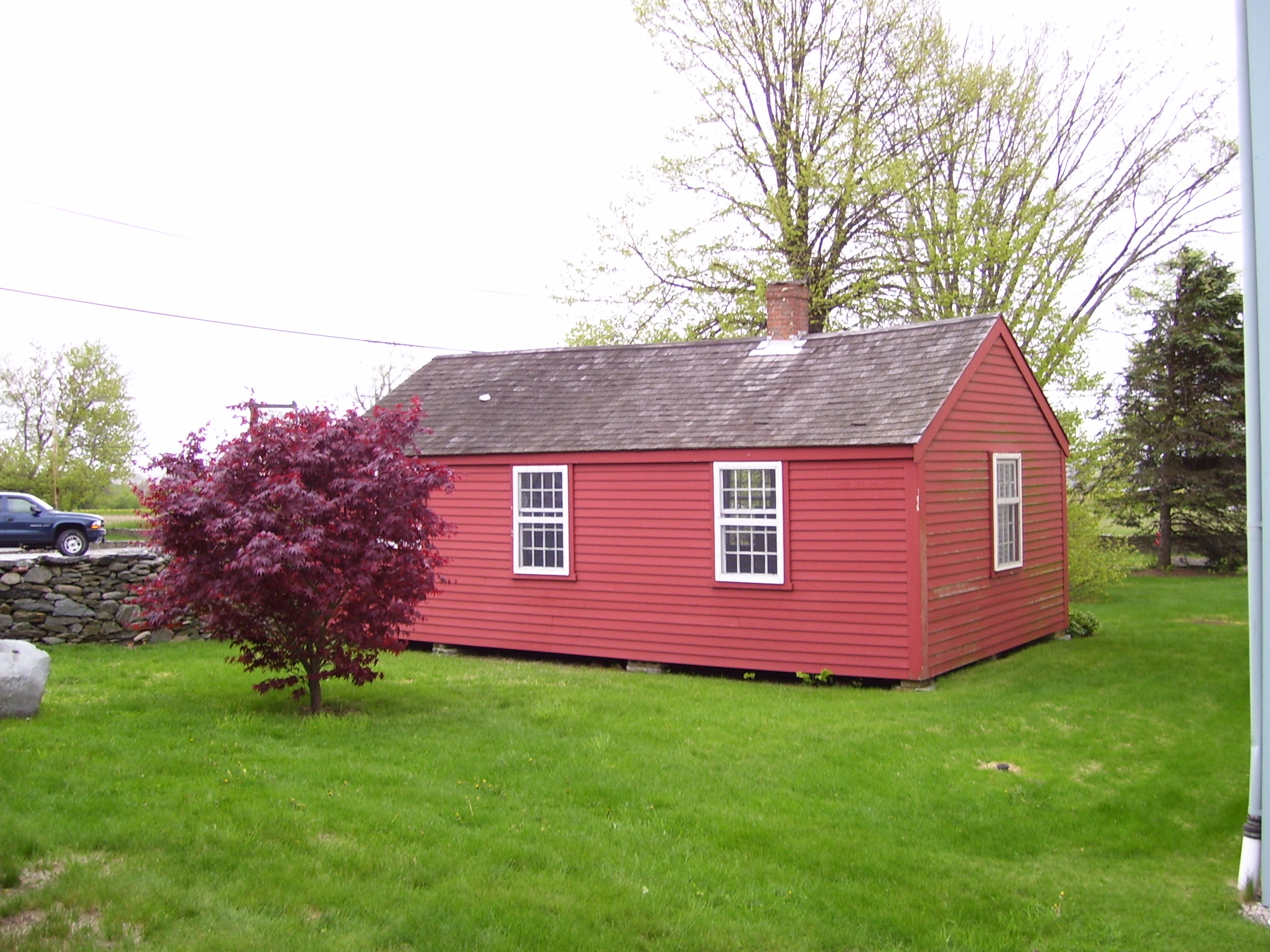
1725年に建設された校舎、ポーツマス歴史協会所有、アメリカ合衆国でも最古クラスの現存校舎

## 歴史的場所
- ロードアイランドの戦い戦場跡
- グリーンベイル農園、1864年建設
- グリーンアニマルズ装飾庭園、1859年建設
- ホグ島砂州灯台、1901年建設
- ロートン・アルミー・ホール農園
- マウントホープ橋、1929年建設
- オーク・グレン邸
- ポーツマス・フレンズ集会所牧師館と墓地、1699年建設
- プルデンス島灯台、1823年建設
- ユニオン教会、1720年建設
- H.M.S.サーベラスと H.M.S. ラークの遭難場所、1778年

## 著名な出身者
- ジュリア・ウォード・ハウ（1819年 - 1910年）、詩人、奴隷制度廃止運動家、『リパブリック讃歌』の作詞者
- アン・ハッチンソン（1591年 - 1643年）、1638年にロードアイランド植民地を創設した
- ベティ・ハットン（1921年 - 2007年）、映画女優、歌手[9]